# Centropus menbeki
Centropus menbeki е вид птица от семейство Cuculidae.

## Разпространение
Видът е разпространен в Индонезия и Папуа Нова Гвинея.